# Timor-Waran
Der Timor-Waran (Varanus timorensis)  ist eine Art der Schuppenkriechtiere (Squamata) aus der Gattung der Warane (Varanus). Die Erstbeschreibung erfolgte 1831 durch John Edward Gray.

## Merkmale
Der Timor-Waran erreicht in der Regel eine Länge von etwa 60 cm, das schwerste gewogene Exemplar wog 290 g. Der Schwanz ist 1,37 bis 1,76 mal so lang wie die Kopf-Rumpf-Länge und im Querschnitt rund. Die graue bis schwarze Körperoberseite zeigt weiße bis gelbliche Augenflecken mit dunkler Mitte, die je nach Exemplar verschieden angeordnet und bei einigen Exemplaren nur undeutlich ausgebildet sind. Ein schwacher Längsstrich grenzt die weiße Bauchseite ab. Die Gliedmaßen sind weißlich gesprenkelt.

## Vorkommen
Der Timor-Waran lebt auf der südostasiatischen Insel Timor und den benachbarten kleineren Inseln Sawu und Semau. Ursprünglich lebte er in den Wäldern der Inseln, diese sind auf Timor jedoch in vielen Regionen gerodet worden. Hier bewohnen die Warane nun bevorzugt Steinmauern, Palmen und andere verbliebene Bäume. Am häufigsten sind sie bis in 50 m Meereshöhe, das höchste bestätigte Vorkommen lag bei 700 m über dem Meeresspiegel.

## Lebensweise
Die Art ist tagaktiv und sowohl baum- als auch bodenbewohnend. Während der heißen Mittagszeit suchen die Timor-Warane einen Unterschlupf auf. Sie sonnen sich bevorzugt auf Steinmauern und Felsgebilden und suchen dort oder in verblieben Waldstücken und Dickichten nach Beute. Die Mägen von Museumsexemplaren enthielten vor allem Insekten, aber auch Spinnen, Geckos, Skorpione und eine Blindschlange. Im Terrarium gehaltene Tiere nehmen die üblichen Futterinsekten sowie junge Mäuse, Fisch und Eier an. Die Fortpflanzungszeit liegt zwischen Mai und Juli; in Gefangenschaft lebende Weibchen legten zwei bis zwölf Eier, aus denen nach 93 bis 186 Tagen die Jungtiere schlüpfen. Sie sind beim Schlupf 14 bis 17,4 cm lang.
Als Parasit freilebender Timor-Warane ist bisher nur die Zeckenart Aponomma soambawensis bekannt.

## Systematik

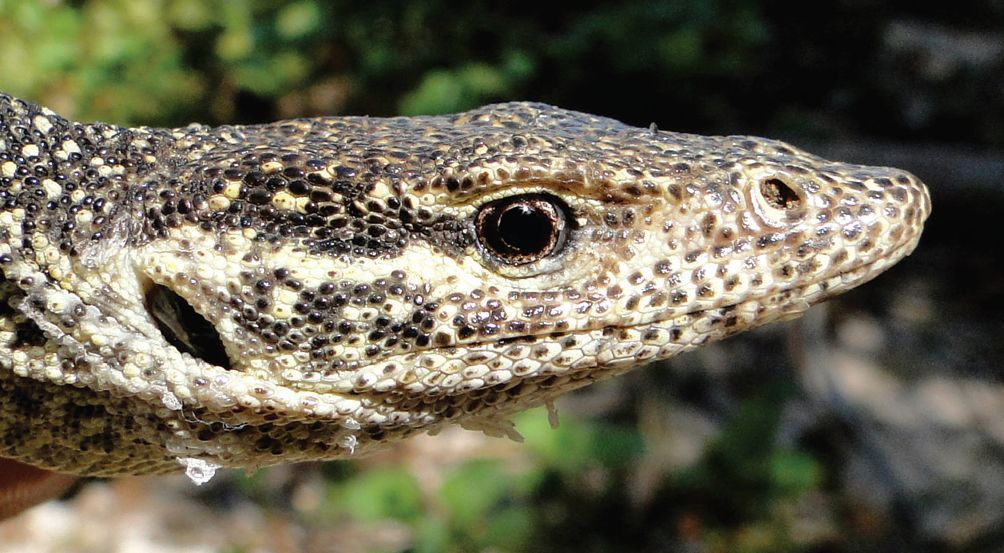
Kopf eines Timor-Warans

In der Erstbeschreibung wird kein Holotypus angegeben.
Robert Mertens unterschied Mitte des 20. Jahrhunderts die drei Unterarten V. t. scalaris (1941), V. t. similis (1958) und die Nominatform V. t. timorensis. Er tat dies in der Annahme, das Verbreitungsgebiet des Timor-Warans reiche von den Kleinen Sunda-Inseln bis nach Australien. Nach 1958 sah er abwechselnd die eine Unterart im Artrang, während er die andere weiterhin als Unterart betrachtete. Heute werden anhand von Vergleichen der Beschuppung (Pholidose) und DNA-Analysen (Ast 2001) sowohl Varanus similis als auch Varanus scalaris als eigenständige Arten betrachtet. 1999 beschrieb dann noch Robert George Sprackland die vermeintliche Population von Varanus timorensis auf Roti als Varanus auffenbergi. Die Gültigkeit der Art wird angezweifelt, laut Wolfgang Böhme müssen spezifische Artunterschiede zu Varanus timorensis noch aufgezeigt werden. Die anderen Inselpopulationen zeigen auch merkliche Unterschiede, werden aber aktuell weiter einheitlich als Varanus timorensis bezeichnet.

## Timor-Warane als Heimtiere
Der Timorwaran gehört aufgrund seiner geringen Größe zu den beliebteren Waranen in der Terraristik, gilt jedoch als vergleichsweise scheu. Die Art sollte in einem geräumigen Waldterrarium gehalten werden. Die Nachzucht in Gefangenschaft ist mehrfach gelungen. Zwischen 1975 und 2005 wurden laut Aufzeichnungen der CITES-Behörde 7937 lebende Exemplare für den Tierhandel exportiert, damit liegt der Timor-Waran auf fünfter Stelle unter den Waranen. Illegal exportierte und nicht registrierte Exporte sind nicht einbezogen, so dass die tatsächliche Anzahl höher liegen könnte. Dies dürfte den Bestand merklich negativ beeinflussen, es liegen jedoch keine Bestandsdaten vor, und die Art hat keinen Eintrag in der Roten Liste gefährdeter Arten der IUCN (not evaluated).